# Крист, Нико
Нико Крист (нем. Nico Christ, род. 30 октября 1981, Тюбинген) — немецкий игрок в настольный теннис, в настоящее время — ведущий игрок клуба TSV Graefelfing второй Бундеслиги (Юг). По данным на октябрь 2007 года он занимает 234 в мировом рейтинге и 14 место в немецком Joola Computer рейтинге.
Нико Крист — правша, играющий преимущественно в стиле обводного Shakehand. К сильным сторонам его игры относятся прежде всего игра над столом со следующим за ней бескомпромиссным приёмом атакующей тактики. В настоящее время он использует ракетку из дерева «Kinetic CF Carbo-Aramid OFF» с двухсторонней накладкой «Revolution C.O.R.2», являющуюся абсолютной новинкой на рынке ракеток для пинг-понга.
Спортсмен живет и тренируется в Карлсруэ (Германия), где он кроме того изучает общую физику в Университете Карлсруэ. Учёба в университете предоставила ему также возможность участия в Универсиаде 2007 в Бангкоке (Таиланд), где он в рамках командных соревнования завоевал бронзовую медаль.

## Достижения
- 1998 победа в командных соревнованиях среди юниоров в Норчии (Италия)
- 2002 чемпион второй лиги с «TTC Karlsruhe-Neureut»
- 2003 вместе с Бастианом Штегером чемпион Германии в парном состязании
- 2004 вместе с Кристиной Фишер чемпион Германии в смешанном парном состязании
- 2004 вместе с Бастианом Штегером бронзовая медаль на чемпионате Германии в парном состязании
- 2005 вместе с Кристиной Фишер бронзовая медаль на чемпионате Германии в смешанном парном состязании
- 2007 Четвертьфинала в одиночном состязании на чемпионате Германии
- 2007 Бронзовая медаль в рамках командных соревнований на Универсиаде в Бангкоке (Таиланд)